# Ghiacciaio Ferrar
Il ghiacciaio Ferrar è un ghiacciaio lungo circa 60 km situato nella regione centro occidentale della Dipendenza di Ross, nell'Antartide orientale. Il ghiacciaio, il cui punto più alto si trova a circa 1600 m s.l.m., nasce dall'Altopiano Antartico con il flusso principale che si forma tra il monte Table, a est, e il monte Knobhead, a ovest, nell'entroterra della costa di Scott, per poi fluire dapprima verso nord-ovest e poi verso ovest, scorrendo tra la dorsale Royal Society, a sud, e i colli Kukri, a nord, fino a entra nella baia New Harbour.

Lungo il suo percorso al ghiacciaio Ferrar, che costituisce il confine meridionale delle montagne del Principe Alberto, si uniscono molti altri ghiacciai suoi tributari, come il Tedrow, l'Emmanuel, il Darkowski e l'Overflow.

## Storia
Scoperto durante la spedizione Discovery, condotta dal 1901 al 1904 e comandata da Robert Falcon Scott, il ghiacciaio Ferrar è stato intitolato a Hartley T. Ferrar, un geologo facente della spedizione. Il nome "ghiacciaio Ferrar" venne inizialmente utilizzato anche per il ghiacciaio Taylor e fu solo durante la spedizione Terra Nova, condotta dal 1910 a 1914 e condotta sempre da Scott, che il geologo Griffith Taylor si accorse che si trattava di due entità separate e le ribattezzò entrambe.

## Mappe
Di seguito una serie di mappe in scala 1:250 000 realizzate dallo USGS:

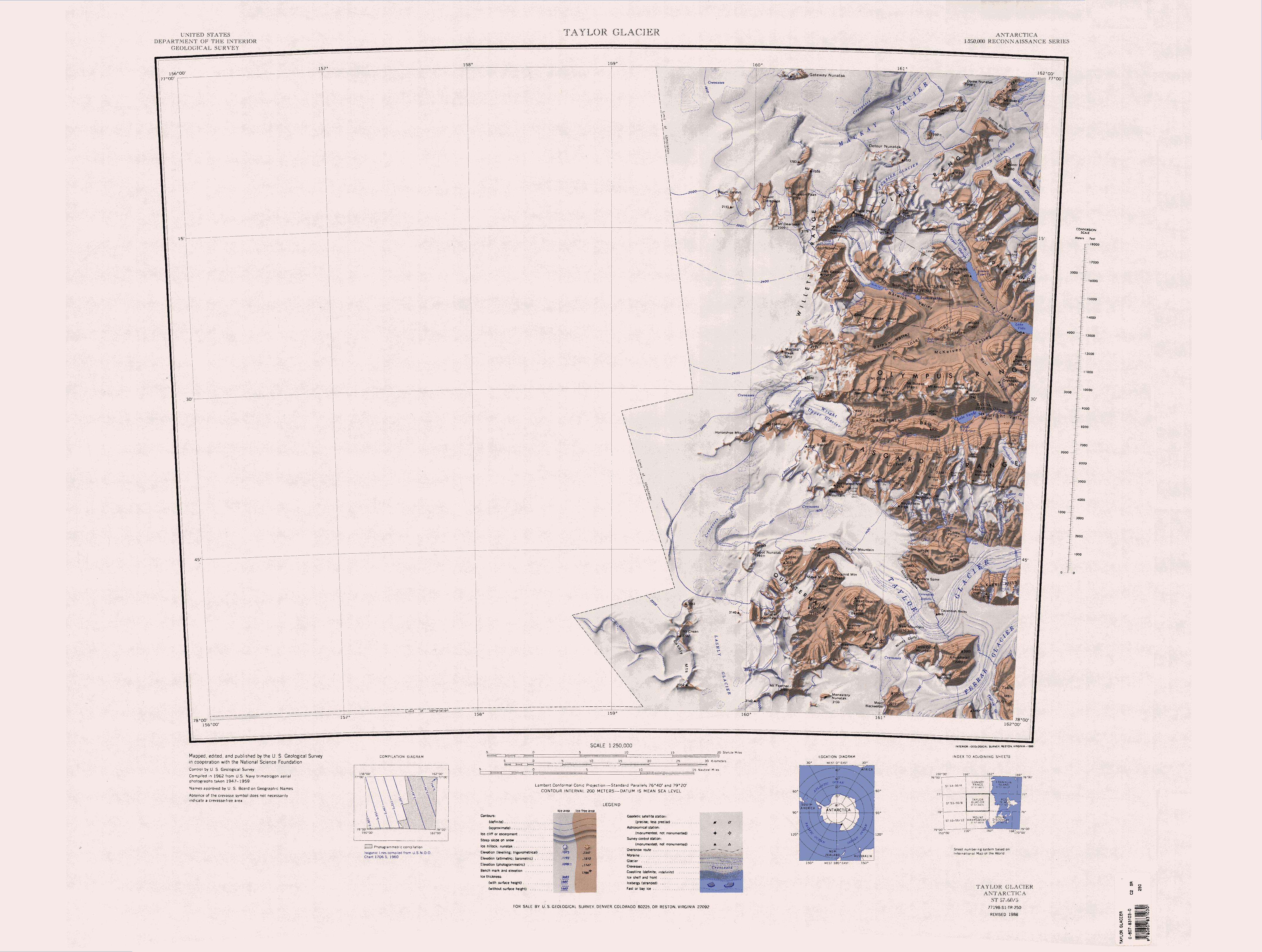
Nell'angolo sud-orientale di questa mappa si può vedere il tratto iniziale del flusso del Ferrar.
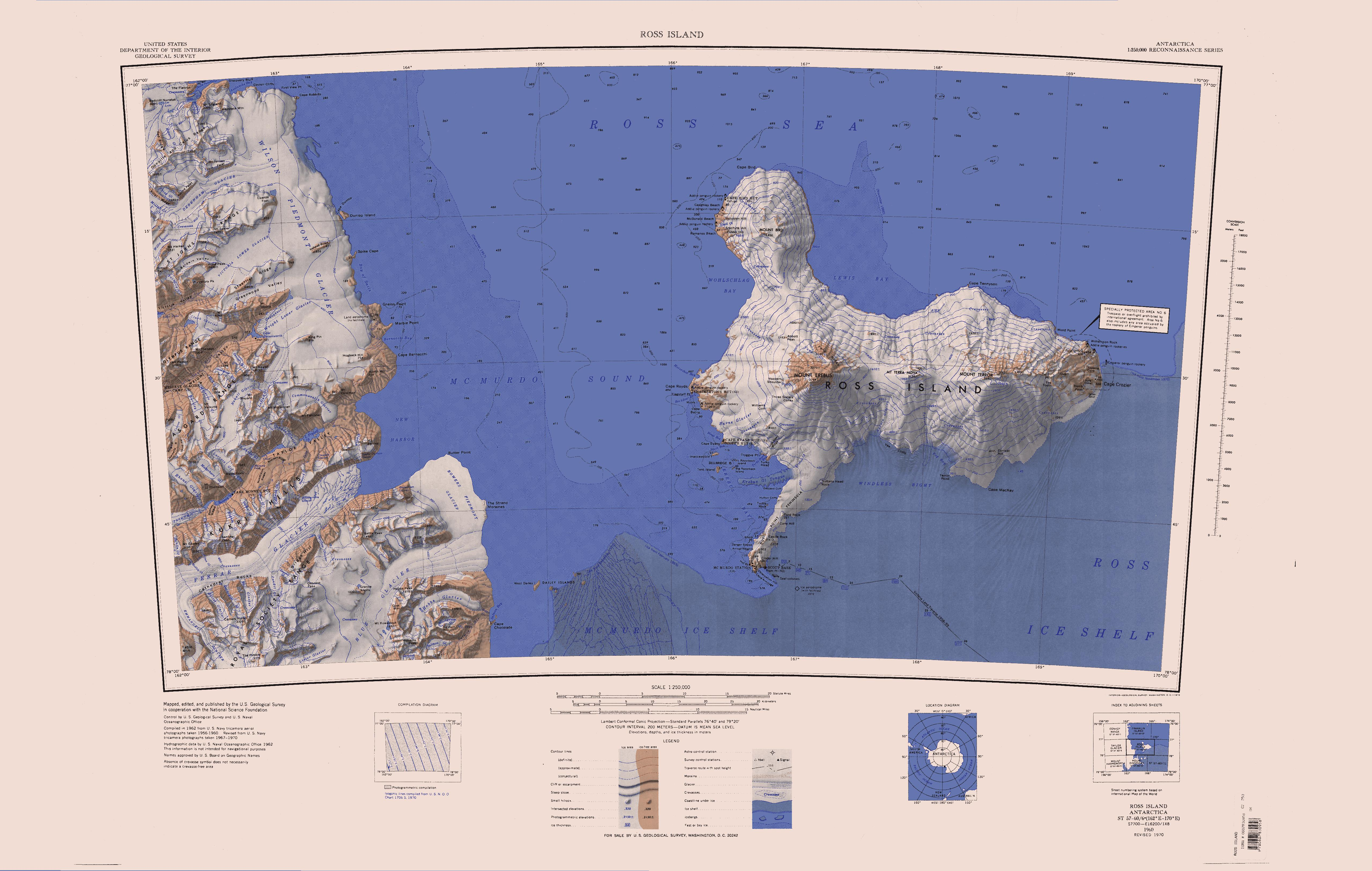
Nella parte sud-occidentale di questa mappa è possibile vedere la parte finale del flusso del Ferrar.